# The Village Homestead
The Village Homestead è un film muto del 1915 sceneggiato e diretto da Joseph Byron Totten. Il nome del regista appare anche tra gli interpreti del film.

## Produzione
Il film fu prodotto dalla Essanay Film Manufacturing Company.

## Distribuzione
Distribuito dalla General Film Company, il film uscì nelle sale cinematografiche USA l'11 ottobre 1915.